# ラミナラン
ラミナラン (laminaran) は、海藻やキノコに含まれる貯蔵多糖の一つである。中でもコンブに多く含まれ、アルギン酸、フコイダンとともに粘質成分となっている。特にガゴメコンブはラミナランを多く含むことで知られる。1885年、ドイツの化学者 J. E. O. Schmiedeberg により発見され、コンブの属名 Laminaria より命名された。夏から秋にかけては、コンブの重量の 40-50% を占める。CAS登録番号は [9008-22-4]。

## 化学的性質
β1-3結合とβ1-6結合のグルコース主鎖からなる直鎖の多糖であり、β1-3結合とβ1-6結合の比は約3:1である。そのため、別名β-グルカン、β1,3-グルカン、ラミナリン (laminarin) とも呼ばれる。水により、容易に抽出される。人体にとっては、抗腫瘍作用、抗血栓作用、高血圧抑制作用が知られている。